# Drance de Ferret
La Drance de Ferret è un fiume del Canton Vallese (Svizzera), affluente della Drance d'Entremont.

## Percorso
I suoi principali affluenti sono la Reuse de l'A Âmone, le torrent de la Foly, le torrent Tollent et la Reuse de Saleina.
Il fiume confluisce all'altezza di Orsières nella Drance d'Entremont.
Il fiume nasce sulla Pointe de Combette, a 2762 m s.l.m., e scorre nella Val Ferret, una valle protetta, per 19 km.
La Drance de Ferret è a volte anche chiamata Dranse de Ferret, ma sulle carte nazionali molto spesso è scritto Drance de Ferret.